# ティグライ人
ティグライ人（ティグライじん、ティグリニャ語: ተጋሩ/ትግራዎት）とは、エチオピア北部のティグレ州に居住する民族。ティグリニャ語を使用している。
ティグライ人の生活習慣には、宗教の影響が大きくみられる。断食などのキリスト教の習慣が厳格に守られている他、精霊などの民間信仰も広く信仰されている。教会ではゲエズ語を用いる。ティグライ人の生活習慣には、特に農村部において、共同体主義、平等主義的傾向が強くみられる。一方でかつて諸侯によって統治されていたアドワなどの地域では、現在でも長老支配的傾向がみられる。
なお、しばしば混同されるが、主に低地に住みティグレ語を話すティグレ人（Tigre）と高地に住みティグリニャ語を話すティグライ人（Tigrayans）は全く別の民族である。

## 歴史

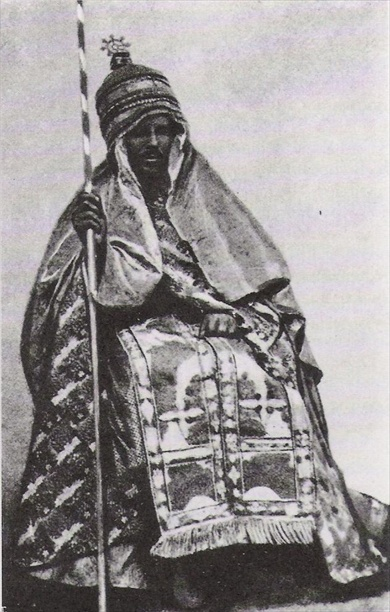
エチオピア皇帝ヨハンネス4世。メケレ市を建設した。(在位1871年～89年)

エチオピア内のティグライ州の位置

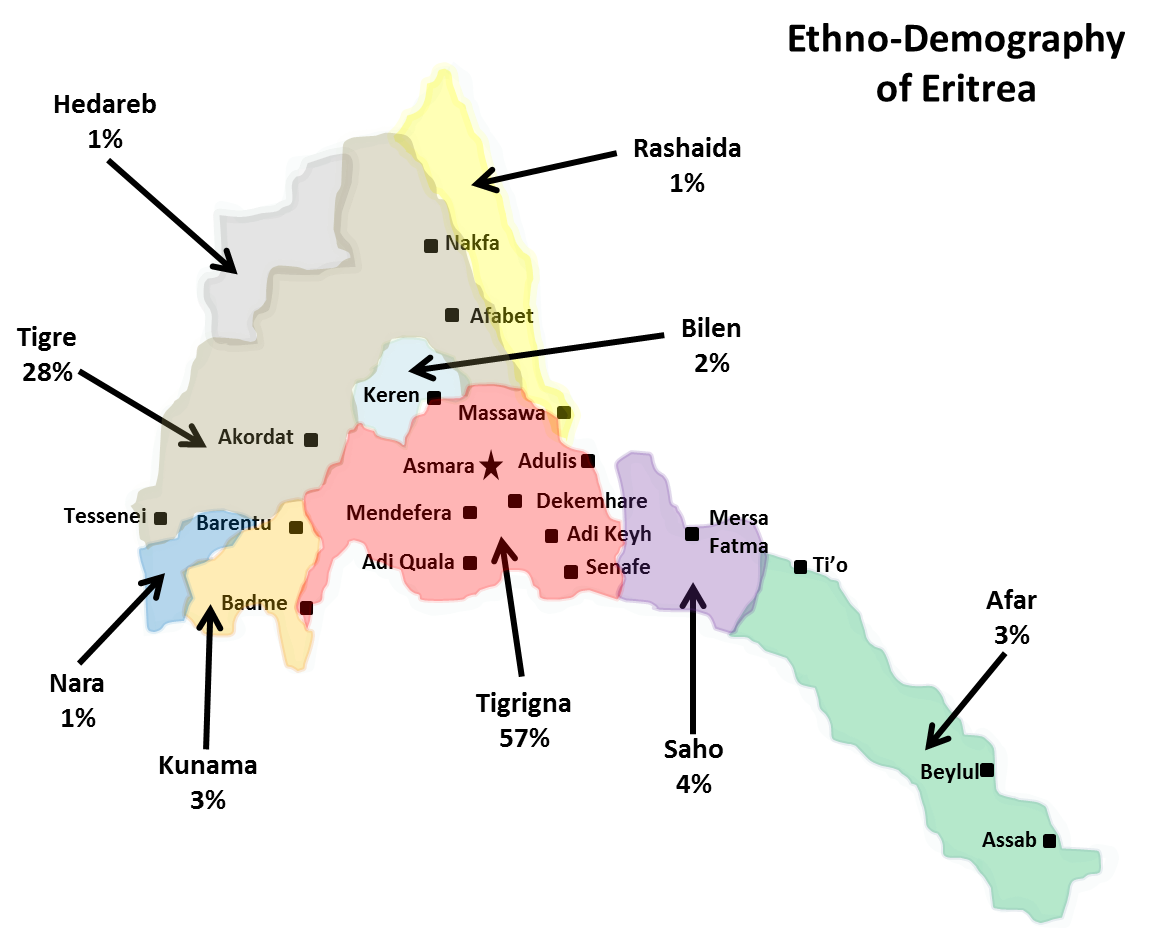
エリトリア内の民族分布図

ティグライ人の多くは、その起源を紀元前2000年ごろにこの地域に居住していた、セム語系の民族にさかのぼることができる。また、碑文などの情報から、紀元前900年ごろには既に存在が知られていたとみられる:57。

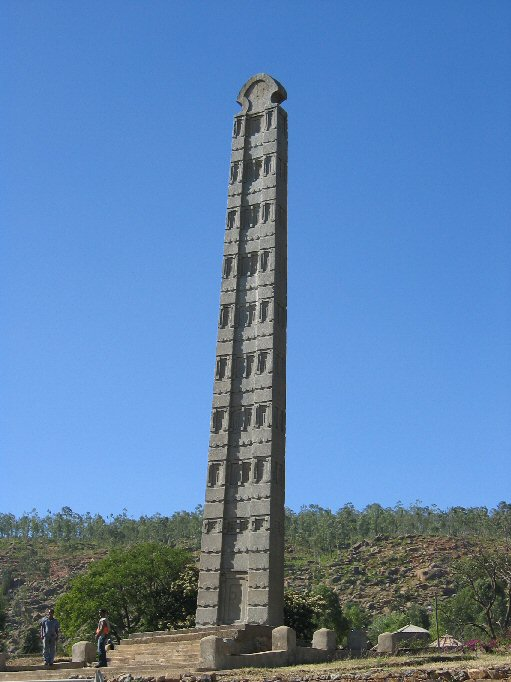
エザナ王の石碑。ティグレ州、アクスム

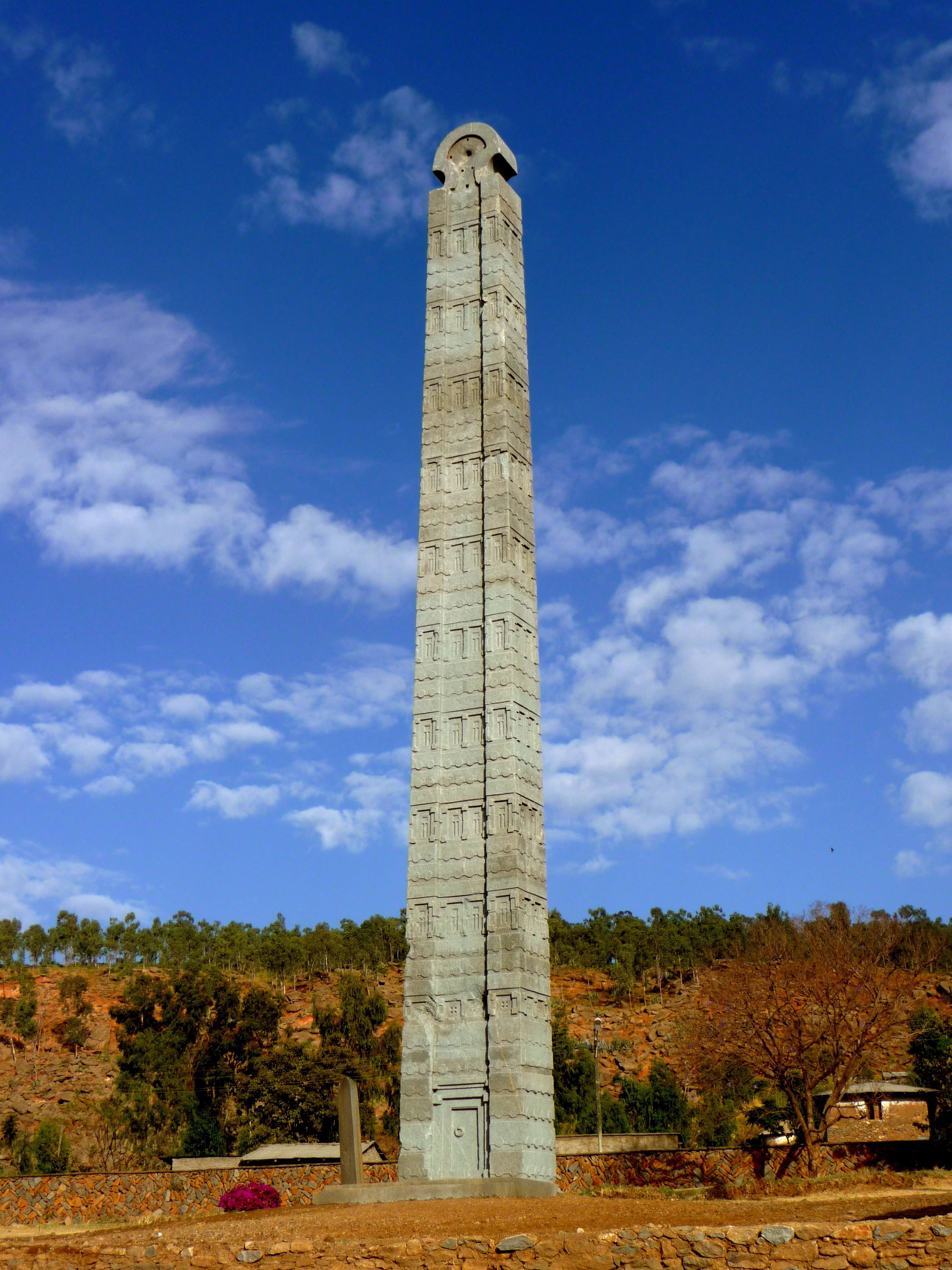
アクスムのオベリスク。 ティグレ州、アクスム

8世紀から10世紀ごろに作成されたコスマス・インディコプレウステースの著作の写本の中で、ティグレテスという部族についての注釈が存在しており、これがティグライ人について言及した最古の資料であると考えられている。
1660年にポルトガル人によって作成された地図では、ミドゥリ・バリがエチオピアから独立した、エリトリアの高地地方の3州として描かれている。また、16世紀には紅海への進出を目指すオスマン帝国の勢力がこの地域にも到来した。その他にも、ジェイムズ・ブルースの著作の中には、「彼らは次にマレブを通過した。マレブはティグレとバハルナガシュの境界に位置する。」という記述がみられる:229, 230:171:128。
19世紀初頭にエチオピアを旅したエジプト学者ヘンリー・ソルトは、エチオピアをティグレ、アムハラ、ショアという、3つの王国が存在する地域と考えており、この区別は人々の話す言語によって行われていた。また、彼はティグレが三国の中で最も強力であるとみなした。その根拠としては、険しい地形、好戦的な住民、そして海に面しており、銃を輸入しやすいこと、などを挙げている:378–382。彼はまた、ティグレ王国をいくつかの地域に分け、王国の中心はアドワにあったと記している。
ティグライ人の民族主義政党であるティグレ人民解放戦線（TPLF）はエチオピア人民革命民主戦線（EPRDF）の指導政党として、1974年に成立した軍事政権に対する反政府運動を主導した。最終的に1991年、EPDRFの部隊はエリトリアの民族政党の部隊などと共にアディスアベバに突入、軍事政権を打倒した。その後エチオピアではTPLFの指導者メレス・ゼナウィが首相に就任し、以降2018年にアビィ・アハメドが首相に就任するまで、ティグライ人がエチオピアの国政を支配した。
アビィ政権下、TPLFは繁栄党への合流を拒否するなど、エチオピア政府との対立姿勢を続けた。2020年11月、ティグレ州の部隊はエチオピア北部のエチオピア軍基地を攻撃、これに対してエチオピア軍がティグレ州への侵攻を開始し、ティグレ紛争が勃発した。ティグレ州の部隊（ティグレ防衛軍）は一時首都から200kmの地点まで迫ったものの、エチオピア軍の反撃によりティグレ州まで撤退した。一方でアビィ政権はティグレ州への人道支援の妨害、ドローンによる空爆、ティグライ人に対する虐殺などを実施しており、深刻な人道危機が発生している。

## 人口統計

『エリュトゥラー海案内記』によれば、アクスムは紀元1世紀以降、国際交易における有力な勢力であった。その後、イスラム商人の勢力が増すにつれ、アクスムの地位は弱まっていった。

ティグライ人はエチオピアの総人口の6.1%を占めており、オロモ人、アムハラ人、ソマリ人に次ぎ、4番目に人口が多い。またその多くは農村共同体に所属する小土地所有農民である。約96％がエチオピア正教を信仰するキリスト教徒であり、その他にムスリム、カトリック、プロテスタントを信仰するグループも少数ながら存在する。ティグライ人が多く住む都市は、メケレ、アドワ、アクスム、アディグラト、シレなどが挙げられる。また、アディスアベバ、ゴンダールなどの大都市にも、多くのティグライ人が居住している。
ティグライ人の中には複数の小集団が存在し、それぞれが異なる社会的、文化的伝統を有している。その中には東部に居住するアガメ、南東部に居住するワジャラトなどが含まれる。また、隣国エリトリアや、アメリカ、カナダ、オーストラリア、ヨーロッパなどにもティグライ人の移民が存在する。
ティグライ人の人口は1958年の飢饉で大きく減少した。この飢饉では10万人以上が死亡したとされている:26, 27。また、エチオピア革命によって成立したメンギスツ政権の下で、ティグライ人は激しい弾圧を受けた。ティグレ人民解放戦線のゲリラ戦術に対抗すべく、メンギスツ政権はティグライ州への食糧供給を制限したほか、「社会改造」として反乱地域以外でも弾圧を行った:43。飢饉と政権による弾圧によって、エチオピア全土で計120万人が死亡したとされている。そして、その犠牲になった人々の大部分は、ティグライ人など、エチオピア北部に居住する民族であった:44。

## 言語

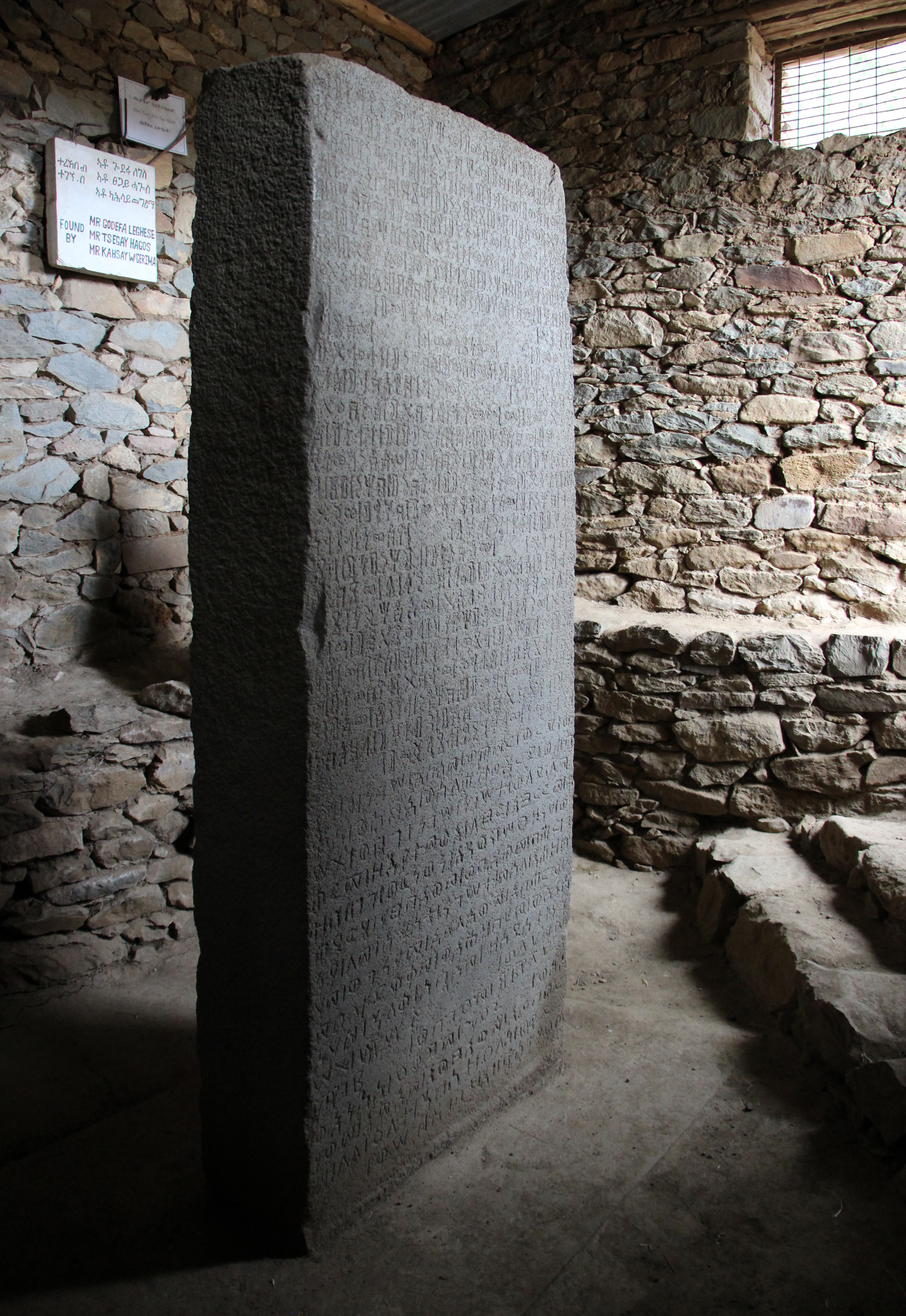
エザナストーンエザナ王のキリスト教への改宗を記念し作られた。また、メロエなど、周辺地域の諸民族を服従させた、王の功績についても記されている。

ティグライ人の母語はティグリニャ語であり、この言語はアフロ・アジア語族、エチオピア・セム諸語に属する。エチオピア国内でティグリニャ語は三番目に話者が多い。また、発音、語彙、文法が異なる複数の方言が存在しており、大きな区分としてはエリトリアのハマシエン方言と、エチオピア北部のティグライ方言に分かれている。標準語とみなされている方言は存在しない。
ティグリニャ語はアムハラ語、ティグレ語(エリトリアではティグライトと呼ばれる)と密接な関係を持つ。ティグレ語はティグリニャ語と同じエチオピア・セム諸語に属しており、エリトリア、スーダンに居住するティグレ人、ベジャ人の多くによって話されている。ティグリニャ語とティグレ語の関係はアムハラ語との関係以上に密接であるものの、相互理解可能性は低い。アムハラ語、ティグレ語と同じく、ティグリニャ語も伝統的にゲエズ文字による表記がなされる。ゲエズ文字には長母音と短母音の区別がないが、アムハラ語、ティグリニャ語は母音の長さを区別しないため、表記上の問題は生じない。一方、ティグレ語には母音の長さによる区別が存在するため、しばしば表記の際に問題が生じる。

## 宗教

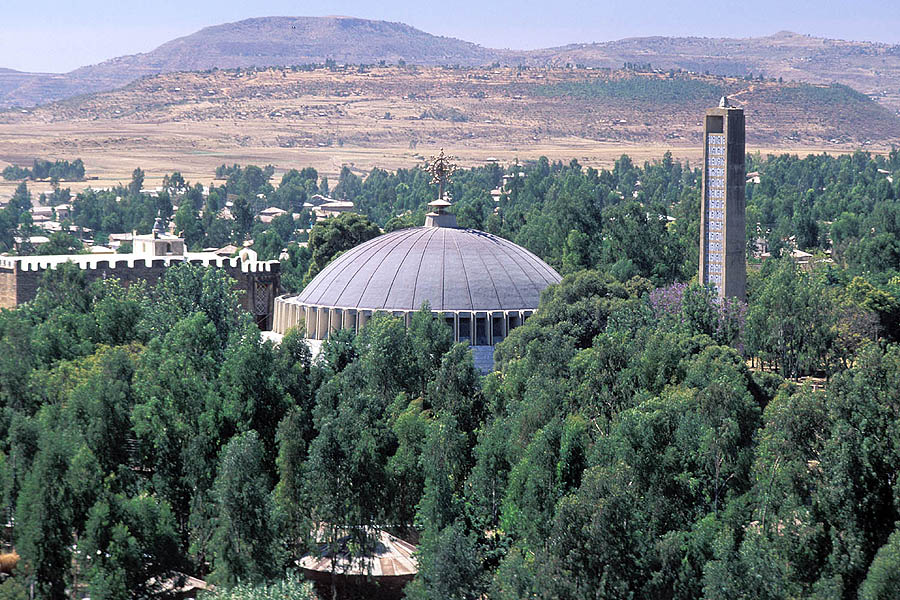
シオンの聖マリア教会。アクスムに位置し、契約の箱を納めているとされる。

ティグライ人の生活習慣には、宗教の影響が強い。キリスト教の到来以前、ティグライ人の多くは多神教を信仰しており、太陽神ウトゥや、月の神アルマカなども信仰の対象となっていた。また、中にはユダヤ教を信仰する部族も存在していた。こうした多神教を信仰していた国家には、他にダモト王国や初期のアクスム王国などが存在する。

### キリスト教
古代以来、ティグライ人の多くはキリスト教を信仰してきた。大半はエチオピア正教徒だが、カトリック、プロテスタントの信者も少数ながら存在する。 

### イスラム教
ティグライ人のムスリムはほぼ全員がスンニ派を信仰しており、今日では大半が都市部に居住している。エリトリアに住むジェベルティ人は、ティグライ人と異なる民族集団として扱われており、アラビア語とティグリニャ語を母語としている。

## 文化

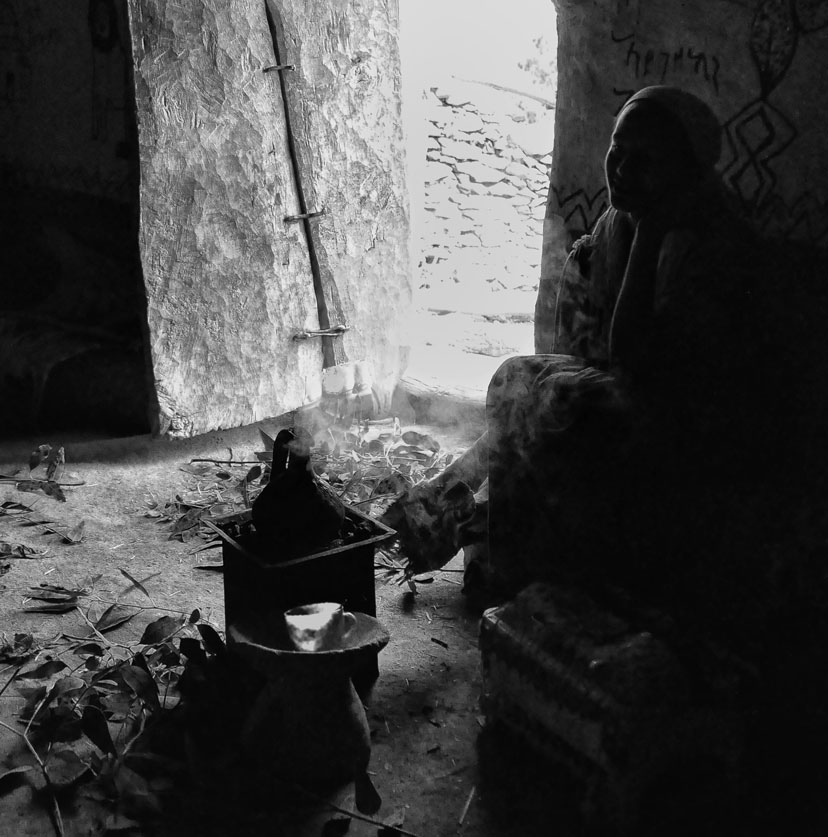
コーヒー・セレモニーで伝統的な作法に従い、コーヒーを淹れているティグライ人女性。

ティグライ人の社会には競争的な傾向や、地域紛争がみられることから、しばしば個人主義的だと表現される。一方で、強大な個人、あるいは国家などから、自分の属する共同体や権利を守ろうとする傾向も強くみられる。社会制度は人間関係を重視しており、互いに尊重しあうことや、絆を結ぶことを人間関係の基盤に置いている。社会の中で経済的支援を含む、様々な支援が行われている。都市部ではこうした社会の機能は政府が担うことが多くなったものの、農村部ではこうした社会制度が今も機能している。拡大家族などの共同体に属する人々の間では、強い相互義務が存在する。ティグライ人の村は、通常いくつかの系譜に連なる、血縁集団とみなされている。
ティグライ人の社会では、多くの慣習法が残存している。現在でも、行政の場でこうした慣習法が実践される場合があり、また、紛争解決にも重要な役割を果たしている。

### 食習慣

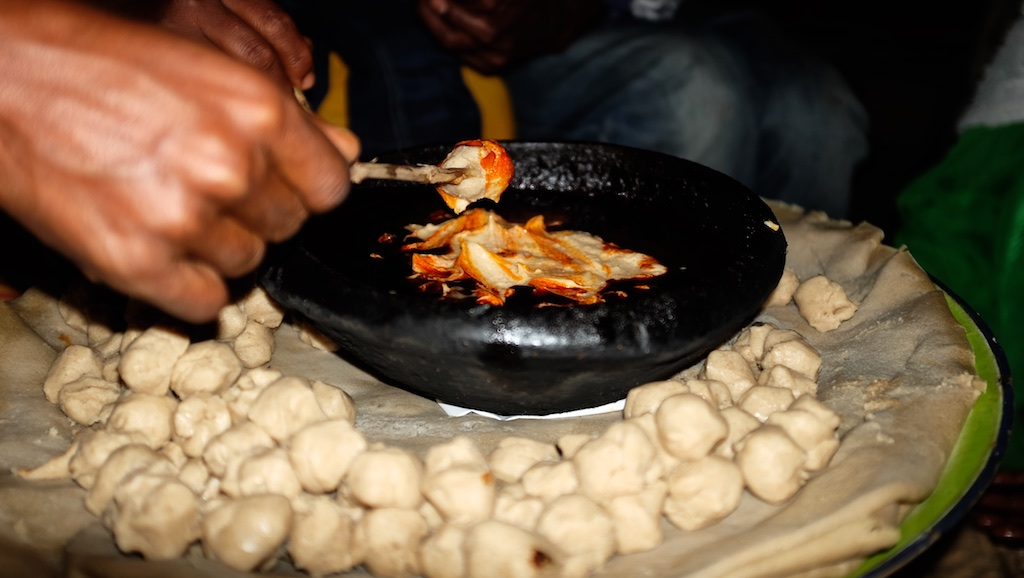
T'ihlo

ティグライ人の食事には、しばしば野菜と大量のスパイス、そして肉が用いられる。また、ツェ（ティグリニャ語: ፀብሒ、シチューの一種）とインジェラ(パンの一種)が食べられることが多い。エチオピア正教、またはイスラム教の教義に基づき、ティグライ人の多くは豚を食べない。また、水曜日、金曜日と断食期間中は肉類と乳製品を食べない。このため、菜食料理が多く存在する。家族、客人などと共通のの食卓を囲む、マソブ（ティグリニャ語: መሶብ）と呼ばれる習慣がみられる。また、インジェラを食べる際にはナイフ、フォークなどを用いず、右手を用いて食事を行う。

#### 特徴的な料理
アガメ、アケレ・グザイなどの地域に起源をもつ、T'ihlo（ティグリニャ語: ጥሕሎ, ṭïḥlo）と呼ばれる伝統料理が、多くの地域で食べられている。これは大麦の粉を水で小さなボール状に練り固めた料理で、二股のフォークを用い、肉のシチューに浸して食べられる。また、蜂蜜酒の一種、メスと共に食べられることが多い。

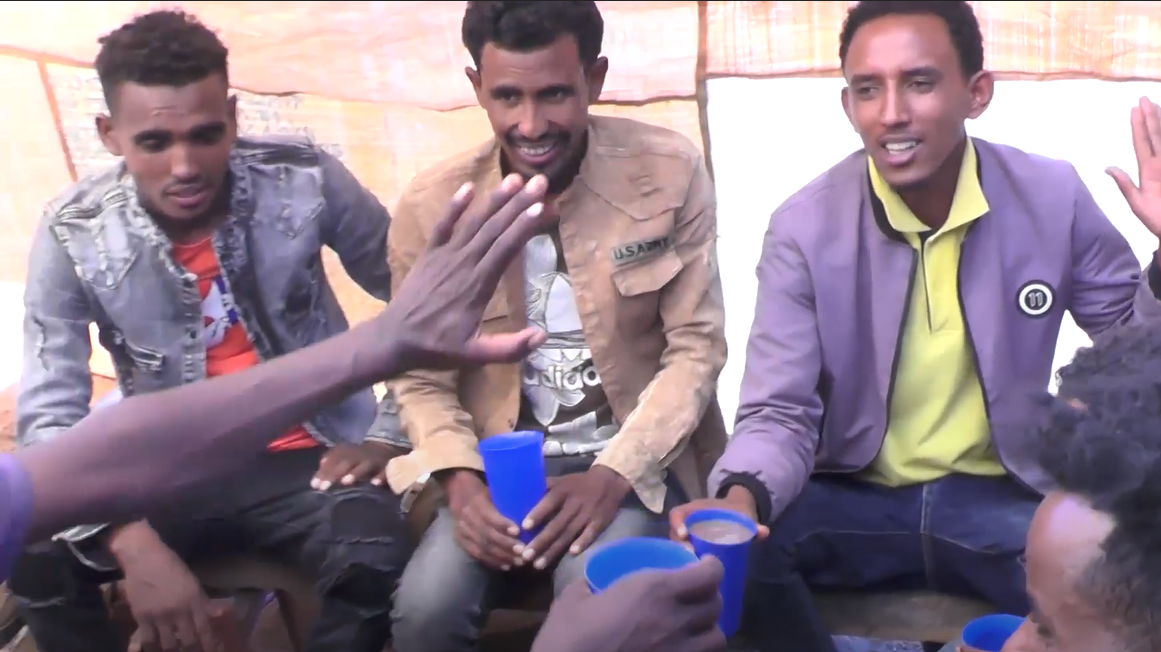
シワと呼ばれるビールを飲むティグライ人。

## 著名な人物

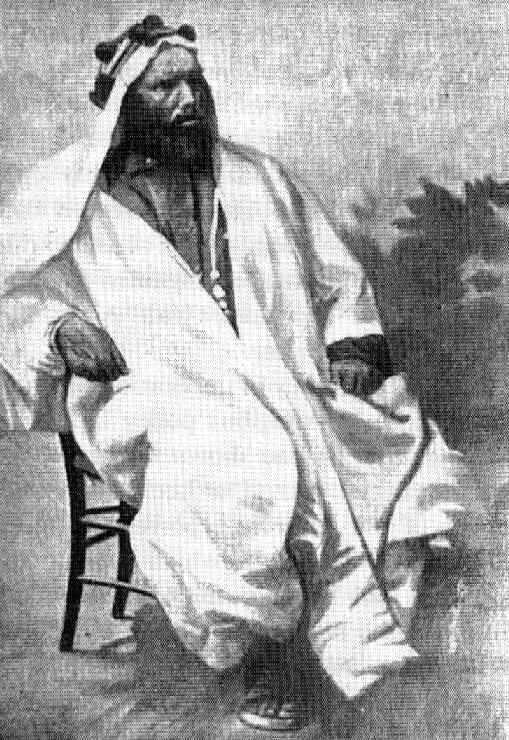
ラス・アルラ、アドワの戦いにおけるエチオピア軍司令官。
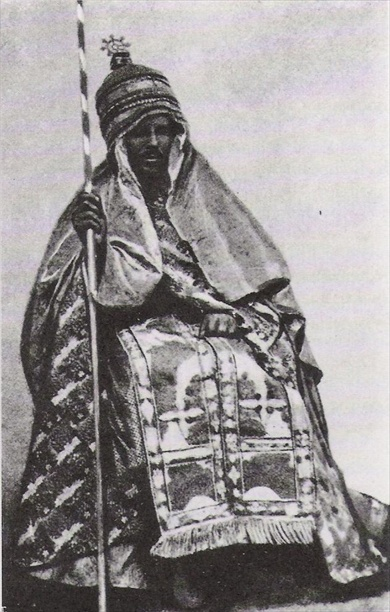
エチオピア皇帝ヨハンネス4世、在位1871年～1889年。
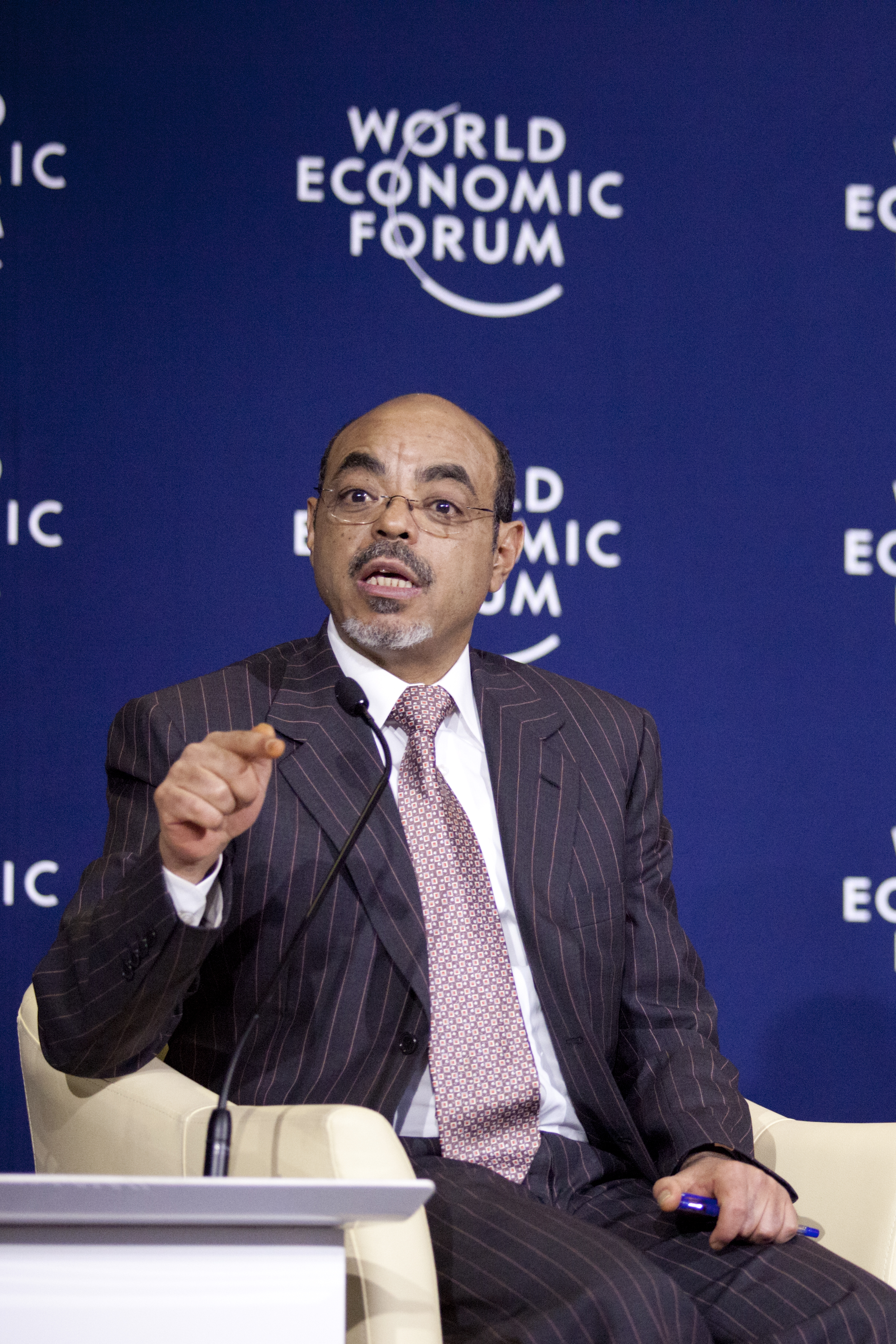
メレス・ゼナウィ、元エチオピア首相。
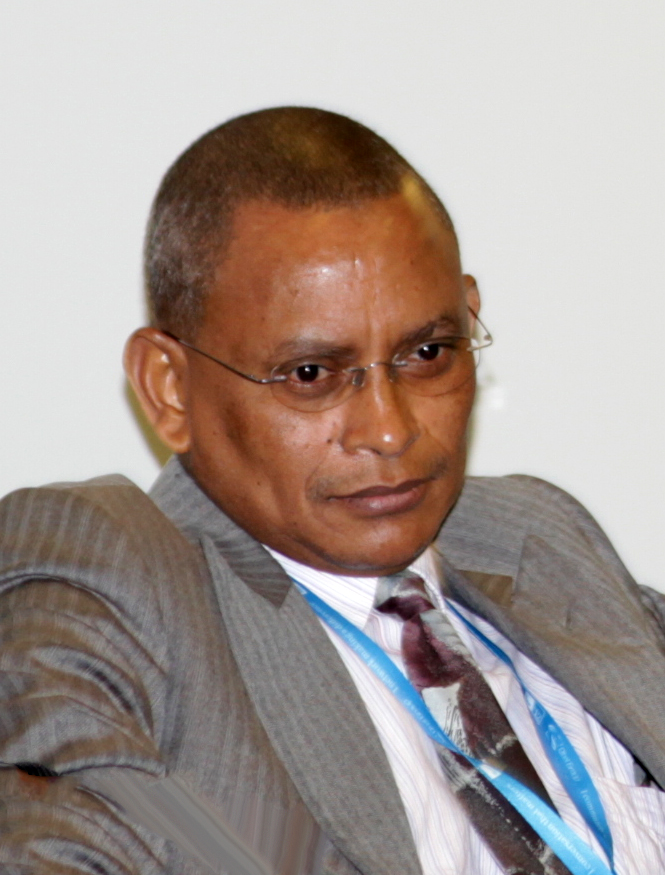
デブレツィオン・ゲブレミカエル、現ティグレ人民解放戦線議長。

- メレス・ゼナウィ：元エチオピア首相
- ヨハンネス4世：エチオピア皇帝、テンビエン州出身
- デブレツィオン・ゲブレミカエル：現ティグレ人民解放戦線議長
- テドロス・アダノム – WHO事務局長[34]